# Юго-Восточная Аляска

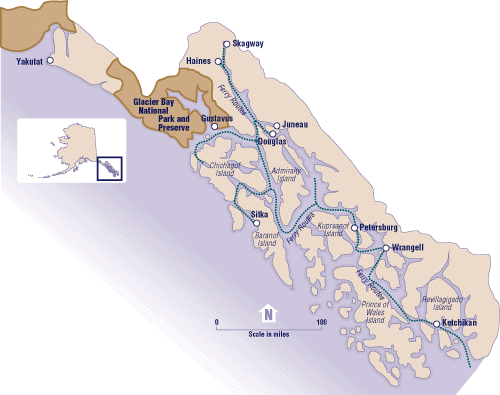
Карта Юго-Восточной Аляски

Ю́го-Восто́чная Аля́ска (англ. Southeast Alaska, неофициально англ.  Alaska Panhandle — «Ручка Аляски») — юго-восточная часть американского штата Аляска, находящаяся к западу от северной половины канадской провинции Британская Колумбия. Большая часть территории входит в Национальный лес Тонгасс. Во многих местах граница между США и Канадой проходит по гребню Берегового хребта. Регион известен своим мягким дождливым климатом и живописными пейзажами.

## География

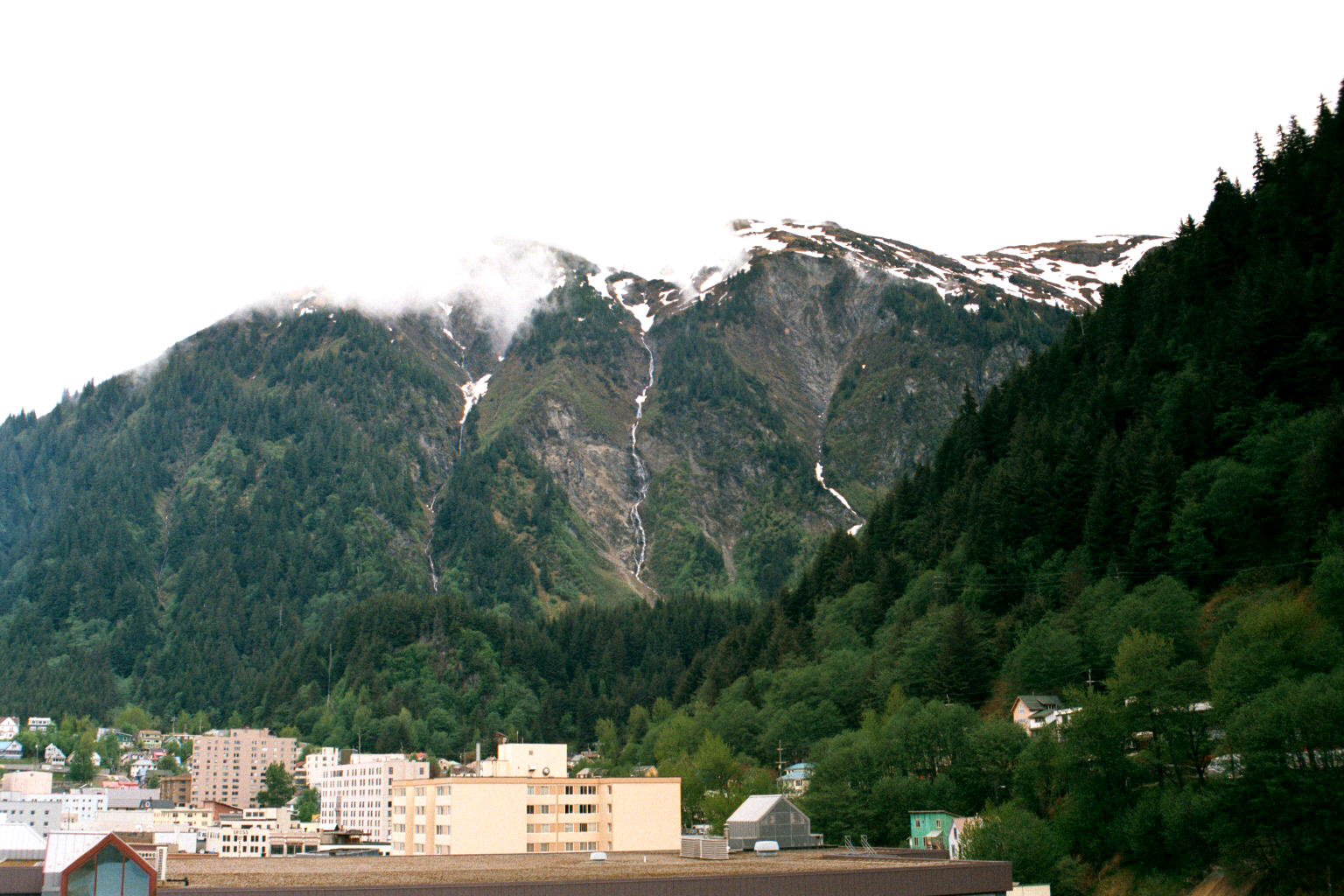
Столица штата Аляска, город Джуно, у подножия одноимённой горы

Юго-Восточная Аляска - северная оконечность Внутреннего прохода, защищённой[неизвестный термин] водной артерии замысловатой траектории, пролегающей между островами по проливам и протокам, начиная на юге от Пьюджет-Саунда в штате Вашингтон. По этому пути совершали путешествия на каноэ местные индейцы, а позже, во времена золотой лихорадки, пароходы перевозили партии золотоискателей. В настоящее время это важный маршрут для паромов и круизных судов.
Юго-Восточная Аляска имеет площадь сухопутной части 56 549 км², охватывая полностью шесть боро и три области, плюс часть боро Якутат, расположенную восточнее 141° з. д. Хотя территория занимает только 6,14 % площади сухопутной Аляски, это больше, чем площадь штата Мэн, и почти столько же, сколько занимает штат Индиана. Население Юго-Восточной Аляски составляет 72 954 жителей (по оценке 2000 года), из них около 42 % сконцентрировано в столице штата, городе Джуно.

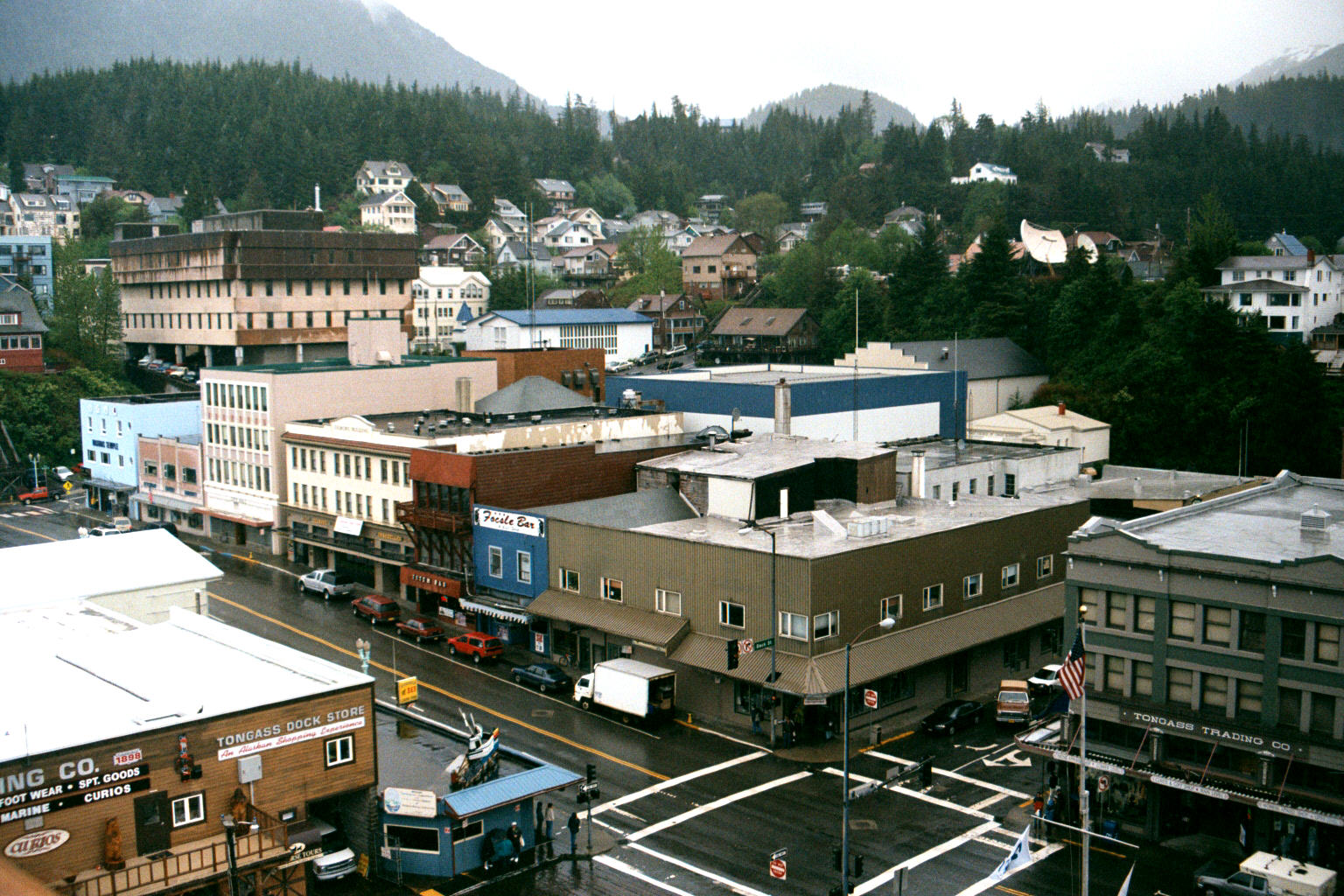
Кетчикан – третий по величине город Юго-Восточной Аляски

Крупнейшие города Юго-Восточной Аляски:
- Джуно (32 255 жителей)
- Ситка (8 458 жителей)
- Кетчикан (8 192 жителя)
- Питерсберг (3 043 жителя)
- Врангель (2 127 жителей)
- Хейнс (1 657 жителей)
- Метлакатла (1 454 жителя)
- Скагуэй (1 240 жителей)
- Крейг (1 036 жителей).

Помимо материковой части, в состав Юго-Восточной Аляски входит огромное число островов, от больших до совсем крошечных. Крупные острова: остров Чичагова, Адмиралти, остров Баранова, Ревильяхихедо, остров Куприянова, остров Принца Уэльского. Средние острова: Кую, Долл, Этолин, Зарембо, Аннет, Дьюк. Главные заливы — Глейшер, Якутат, Айси-Бей и Линн-Канал, проливы — Кросс, Айси-Стрейт, Чатем, Гастино, Фредерик, Самнер, Кларенс, Стивенс, Белл-Канал, Диксон-Энтранс.

## Климат

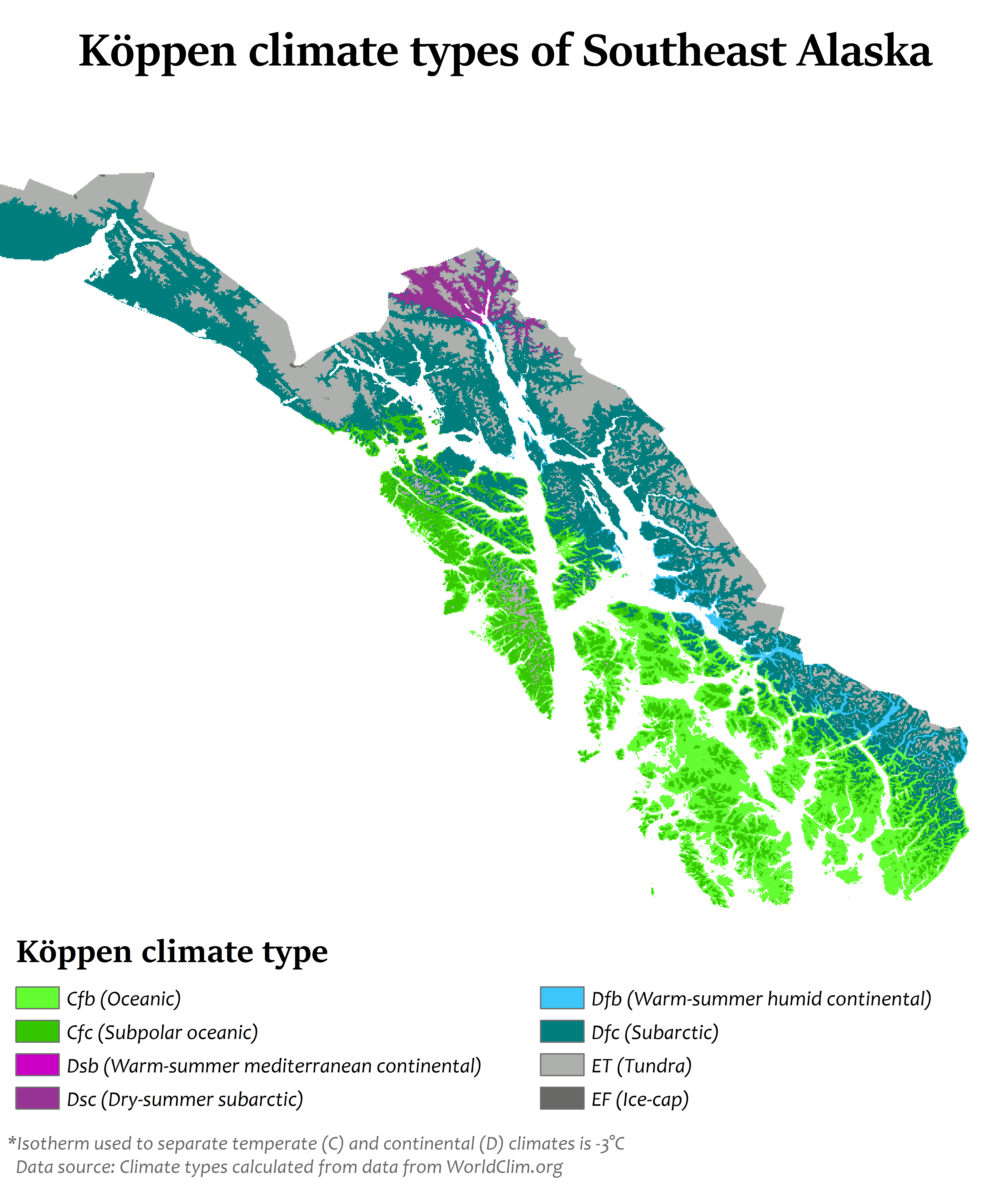
Типы климата по Кёппену в Юго-Восточной Аляске

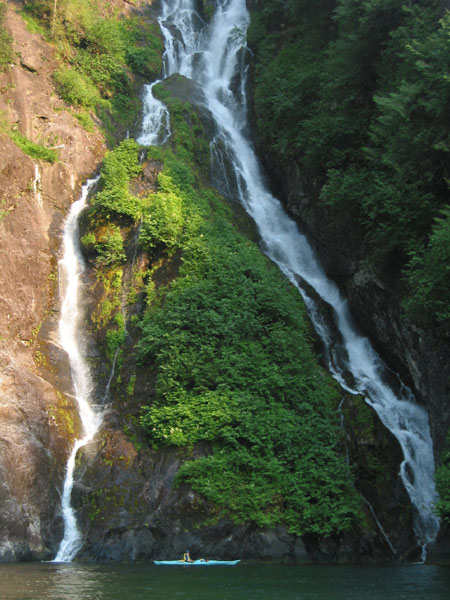
Водопад в заповеднике «Туманные фьорды»

На юге региона преобладает характерный для средних широт морской климат (Cfb) по Кёппену; в центральной области, вокруг Джуно, – субарктический морской климат (Cfc), а на крайнем северо-западе и на внутренних плоскогорьях архипелага – субарктический (Dfc). Юго-восток является единственной областью Аляски, где среднедневной максимум температуры не опускается ниже нуля градусов в зимние месяцы, за исключением южной части Алеутских островов.

## Национальные парки и заповедники
- Глейшер-Бей
- Рангел-Сент-Элайас (только самая юго-восточная часть)
- Заповедник Адмиралти
- Национальный лес Тонгасс
  - Заповедник «Туманные фьорды»
- Национальный исторический парк Клондайкской золотой лихорадки
- Национальный исторический парк Ситка

## Флора и фауна
Леса Юго-Восточной Аляски относятся к тихоокеанским дождевым лесам умеренного пояса, протянувшимся от севера Калифорнии до пролива Принца Вильгельма. Самые типичные представители этого леса — ситхинская ель и тсуга западная. Фауна представлена такими млекопитающими, как горбатый кит, косатка, бурый медведь, барибал (чёрный медведь), волк и олень. Самым ярким представителем птиц является белоголовый орлан.

## Города и промышленность
Главные города региона — Джуно, Кетчикан, Ситка. Другие города — Питерсберг, Врангель, Якутат, Скагуэй.
Главными отраслями экономики Юго-Восточной Аляски являются рыболовство и туризм (главным образом обслуживание круизных судов). Лесопереработка была важной отраслью в прошлом, сейчас её значение неуклонно снижается.

## Транспорт
Из-за крайне гористого рельефа большинство поселений Юго-Восточной Аляски не имеют дорожного сообщения между собой (за исключением городов Хайдер, Скагуэй и Хейнс), поэтому основными видами транспорта являются водный и воздушный. Работает паромный маршрут компании Alaska Marine Highway. Крупнейшим авиаперевозчиком является авиакомпания Alaska Airlains с хабами в аэропортах Джуно и Кетчикан. Развита система малой авиации (самолёты-вездеходы и воздушные такси являются основным транспортом в небольших поселениях, также широко используются гидросамолёты, так как в ряде поселений невозможно сооружение посадочных площадок из-за большой крутизны склонов).
Интенсивность водного транспорта с апреля по октябрь достаточно высока благодаря популярности маршрутов на Аляску для круизных лайнеров. Так, в 2023 году Аляску таким путём посетили более 1,6 млн туристов.